# دم‌دراز گلوآبی
دم‌دراز گلوآبی (نام علمی: Aspatha gularis) نام یک گونه از تیره دم‌دراز است.